# Gozo Shioda
 (septembre 2009).
Si vous disposez d'ouvrages ou d'articles de référence ou si vous connaissez des sites web de qualité traitant du thème abordé ici, merci de compléter l'article en donnant les références utiles à sa vérifiabilité et en les liant à la section « Notes et références ».
Gozo Shioda (1915-1994) est le fondateur de l'Aïkido Yoshinkan.

## Histoire
Gozo Shioda est né le 9 septembre 1915.
En 1933, à l’âge de 18 ans, il entra au Dojo de Ueshiba Moriheï et s’entraîna comme Uchi deshi pendant huit années. Il reçut de Morihei Ueshiba de certificat de Daito-ryu Hiden Mokuroku (niveau de compétence couvrant les 118 techniques de base du Daitōryū aikijūjutsu). Certains élèves de Horikawa Kodo, professeur influent de Daito-ryu Aiki-jujutsu, suggèrent que Shioda aurait plus tard poursuivi son étude des techniques supérieures du Daito-ryu auprès de ce dernier mais ces théories ont été largement contredites. 
En 1941, pendant Seconde Guerre mondiale, il vécut à Taïwan, Bornéo, Sulawesi, ...
Peu de temps après la guerre, Gozo Shioda quitta le dojo de Ueshiba Moriheï en 1941 et il ne reprit pas la pratique avant 1952. À ce moment-là, il entreprit la tâche de divulguer et répandre l’Aïkido à travers le Japon. 
En 1954, la Live Extension Society of Japan invita toutes les disciplines du « Budo » à être représentées au cours d’une grande démonstration, où l’aïkido présenté par Gozo Shioda, fut très remarqué tellement il impressionna.
Aussi, un groupe de personnalités le contacta et lui servit de « parrain » pour donner naissance à l’association Yoshinkaï et au Dojo Yoshinkan.
Le nom Yoshinkan provient du père de Gozo Shioda qui lui-même avait un Dojo de ce nom.
Depuis 1954, Gozo Shioda était instructeur en chef de la police de Tokyo, des forces de la force aérienne d'autodéfense japonaise, de la Compagnie Nationale des Chemins de Fer Japonais, de l’Université Meiji Gakuin, etc.
Son style est considéré comme « plus dense » et met l’accent sur les atémi. Certains professeurs de Daito-ryu Aiki-jujutsu considèrent que l'Aikido du Yoshinkan est celui qui est le plus proche du Daito-ryu.
L’Aïkido Yoshinkan, par son approche rationnelle et claire, aide à mieux faire comprendre, travailler et sentir les principes fondamentaux de l’Aïkido.
L’accent est toujours porté sur la pratique.

« La véritable force consiste en un esprit droit mais flexible et un corps tempéré par une pratique rigoureuse. »

— Shioda Gozo
En même temps, Gozo Shioda attachait beaucoup d’importance aux buts spirituel et mental de Maître Ueshiba, au concept de « Wa » (Paix), à son développement et à ce que cela représente dans l’exécution des techniques.
Très actif, il possédait le grade de 10e dan, enseignait chaque jour et supervisait l’enseignement de la Fondation Yoshinkaï.
Le personnage de Goki Shibukawa du mangaka Keisuke Itagaki, est semble-t-il, un hommage posthume en l'honneur de maître Shioda. Dans l'œuvre de Itagaki, Shibukawa est présenté comme un expert (tatsujin) et un grand maître d'Aikidō ; il compte parmi les plus puissants combattants et arrive jusqu'aux demi-finales du championnat souterrain organisé par l'oligarque Mitsunari Tokugawa. Shibukawa n'y est vaincu qu'en raison du handicap que lui confère son petit gabarit et sa faible endurance de vieil homme. 
Gozo Shioda meurt à l'âge de 78 ans, le 17 juillet 1994.